# Wacław Wagner
Wacław Wagner (ur. 27 lipca 1905 w Łodzi zm. 3 czerwca 1980 w Kowarach Śląskich) – polski dziennikarz, literat, poeta.

## Życiorys

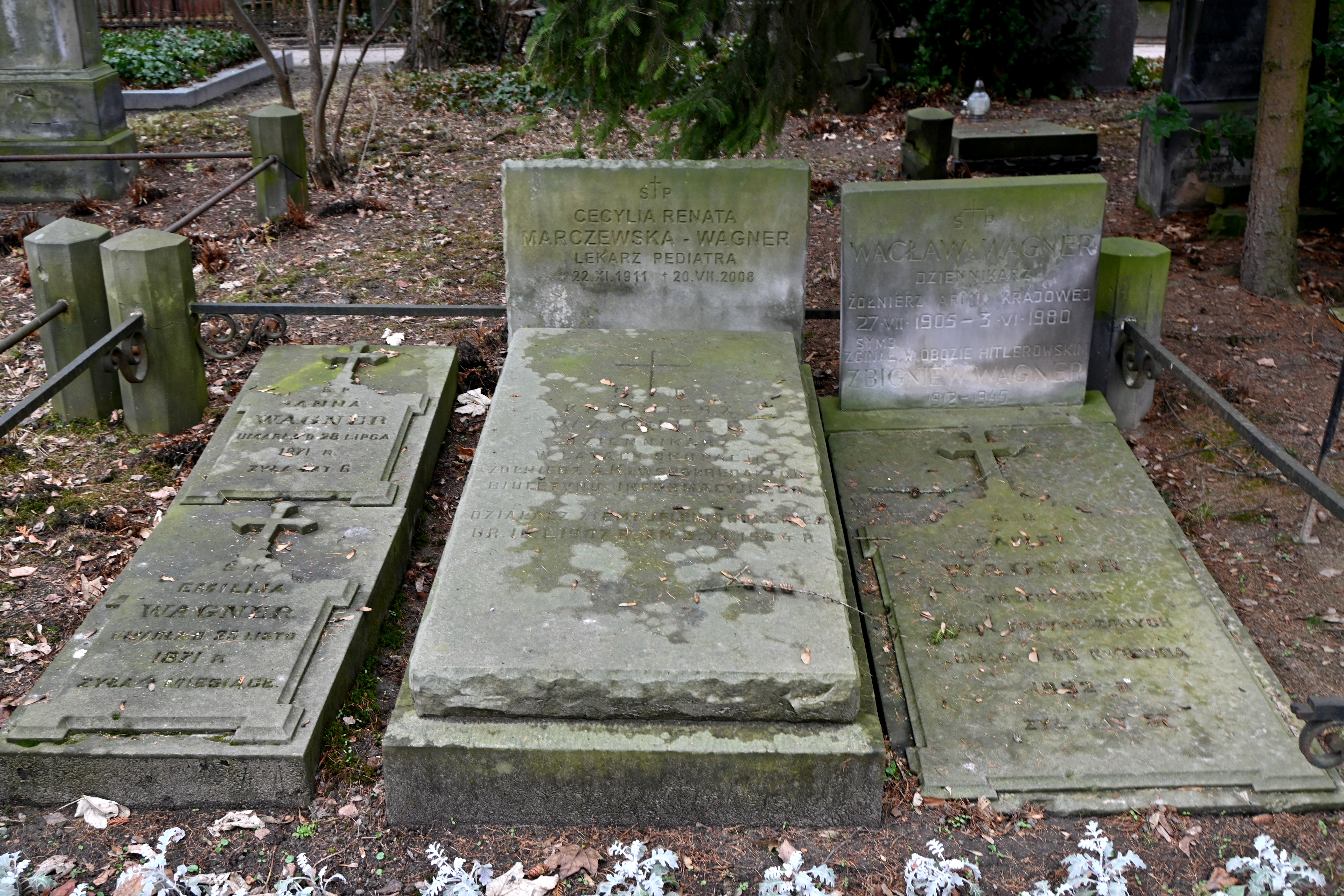
GróbWacława Wagnerów na Cmentarzu ewangelicko-reformowanym w Warszawie

Ukończył Szkołę Handlową Zgromadzenia Kupców w Łodzi, a następnie Wyższą Szkołę Dziennikarską w Warszawie.
Początkowo był dziennikarzem w „Kurierze Łódzkim”, potem został warszawskim korespondentem „Głosu Porannego” w Łodzi i pracownikiem redakcji czasopisma „Przedświt” w Warszawie.
W 1928 r. był redaktorem naczelnym i odpowiedzialnym poetyckiego miesięcznika „Meteor” – organu młodych poetów łódzkich, byłych wychowanków gimnazjum im. Józefa Piłsudskiego (obecnie III Liceum Ogólnokształcące im. Tadeusza Kościuszki w Łodzi przy ul. H. Sienkiewicza).
W 1929 r. wrócił do Łodzi i pracował w łódzkim oddziale Polskiej Agencji Telegraficznej (PAT-a), którego był kierownikiem w latach 1930–1939. Był także łódzkim korespondentem warszawskich gazet: „Kuriera Porannego” i „Expressu Porannego”.
W 1937 r. mieszkał w Łodzi przy ul. Wólczańskiej 74.
Podczas okupacji był zaangażowany w konspiracyjną działalność dziennikarską i wydawniczą w Warszawie w ramach konspiracyjnej organizacji PPS „Wolność”.
Po upadku powstania warszawskiego został wywieziony do obozu jenieckiego w Lamsdorf, a następnie do Oflagu II w Grossborn. Spoczywa na Cmentarzu Ewangelicko–Reformowanym w Warszawie (kwatera O-3-3).
Jego żoną była prawdopodobnie aktorka Janina Pollakówna (1914-2001).